# Hungry Like the Wolf
"Hungry Like the Wolf" é uma canção da banda britânica Duran Duran. Composta por todos os integrantes do grupo, foi produzida por Colin Thurston para o segundo álbum de estúdio deles, Rio, de 1982. Lançada como single no Reino Unido em 4 de maio de 1982 e nos Estados Unidos em 8 de junho do mesmo ano. Chegou ao quinto lugar na parada de singles britânica, e recebeu um disco de platina da British Phonographic Industry (BPI).

## Posição nas paradas musicais
| Parada (1982–1983)                             | Melhor posição |
| ---------------------------------------------- | -------------- |
| Austrália (Kent Music Report)                  | 5              |
| Canadá (RPM 50 Singles)                        | 1              |
| Países Baixos (Dutch Top 40 Tipparade)         | 15             |
| Países Baixos (Single Top 100)                 | 50             |
| Irlanda (IRMA)                                 | 4              |
| Nova Zelândia (Recorded Music NZ)              | 4              |
| África do Sul                                  | 4              |
| Reino Unido (UK Singles Chart)                 | 5              |
| Estados Unidos (Billboard Hot 100)             | 3              |
| Estados Unidos (Billboard Hot Dance Club Play) | 36             |
| Estados Unidos (Billboard Top Rock Tracks)     | 1              |

| Parada (1982)                     | Posição |
| --------------------------------- | ------- |
| Austrália (Kent Music Report)     | 32      |
| Nova Zelândia (Recorded Music NZ) | 49      |

| Parada (1983)                      | Posição |
| ---------------------------------- | ------- |
| Canadá                             | 10      |
| Estados Unidos (Billboard Hot 100) | 17      |

## Certificações
| Região                                                                                                  | Certificação | Vendas     |
| --- | ------------ | ---------- |
| Canadá (Music Canada)                                                                                   | Ouro         | 5 000^     |
| Reino Unido (BPI)                                                                                       | Platina      | 600,000^   |
| Estados Unidos (RIAA)                                                                                   | Ouro         | 1,000,000^ |
| *números de vendas baseados somente na certificação ^números de vendas baseados somente na certificação |              |            |